# Блайт (Нортумберленд)
Блайт (англ. Blyth) — місто та цивільна парафія на південному сході англійського графства Нортумберленд. Блайт розташований на узбережжі, на південь від річки Блайт і приблизно за 21 км на північний схід від Ньюкасла-апон-Тайн. Станом на 2011 рік його населення становило близько 37 000 осіб.
Блайт веде свою історію від заснування в XII столітті портового містечка, але розвиток сучасного міста почався лише в першій чверті XVIII століття. Основними галузями промисловості, які сприяли процвітанню міста, були видобуток вугілля та суднобудування, важливу роль відігравали також торгівля сіллю, рибальство та залізниця. Ці галузі значною мірою зникли, але порт все ще процвітає, отримуючи папір і целюлозу зі Скандинавії для газетної промисловості Англії та Шотландії.
Місто серйозно постраждало, коли його основні галузі промисловості прийшли в занепад, і воно зазнало значного відновлення з початку 1990-х років. Торговий центр Keel Row, відкритий у 1991 році, привів у Блайт великих роздрібних торговців і допоміг оживити центр міста. Нещодавно ринок було реконструйовано з метою залучення додаткових інвестицій у місто.
Набережна також пережила багато реконструкцій і була перетворена на спокійний відкритий простір, центральним елементом якого є скульптура, що вшановує індустрію, яка колись тут процвітала. На протилежному березі річки знаходяться дев'ять вітрових турбін вітрової електростанції Блайт-Гарбор, які були побудовані вздовж Східного пірсу в 1992 році. У 2000 році до них приєдналася морська вітрова електростанція Блайт, яка складалася з двох турбін, розташованих на відстані 1 кілометр у море. Це були перші дві офшорні вітрові турбіни у Великій Британії. Усі ці вітрові турбіни були виведені з експлуатації, а останні дві були демонтовані у 2019 році. Нова вітрова електростанція, що складається з п'яти турбін, була введена в експлуатацію далі від узбережжя у 2017 році.
Блайт також є домом для футбольного клубу «Блайт Спартанс», який відомий своїми «вбивствами гігантів» в Кубку Англії 1978 року.